# Неделькович, Горан
Го́ран Неде́лькович (серб. Горан Недељковић / Goran Nedeljković; 20 августа 1982, Смедерево) — сербский гребец, выступал за сборные Югославии, Сербии и Черногории, Сербии по академической гребле на всём протяжении 2000-х годов. Участник летних Олимпийских игр в Афинах, бронзовый призёр чемпионата мира, дважды серебряный призёр чемпионатов Европы, победитель многих регат национального и международного значения.

## Биография
Горан Неделькович родился 20 августа 1982 года в городе Смедерево Подунайского округа Югославии. Активно заниматься гребным спортом начал с раннего детства, проходил подготовку в местном одноимённом спортивном клубе «Смедерево». 
Впервые заявил о себе ещё в сезоне 1999 года, завоевав награду серебряного достоинства на чемпионате мира по академической гребле в болгарском Пловдиве — в зачёте парных двухместных экипажей.
Первого серьёзного успеха на взрослом международном уровне добился в сезоне 2004 года, когда вошёл в основной состав сербско-черногорской национальной сборной и благодаря череде удачных выступлений удостоился права защищать честь страны на летних Олимпийских играх в Афинах. Стартовал здесь в программе четвёрок распашных без рулевого лёгкого веса совместно с партнёрами по команде Велько Урошевичем, Милошем Томичем и Ненадом Бабовичем — они заняли четвёртое место на предварительном квалификационном этапе, затем показали второй результат в утешительном отборочном заезде, стали пятыми на стадии полуфиналов и попали тем самым в утешительный финал «Б», где финишировали первыми. Таким образом, гребцы Сербии и Черногории расположились в итоговом протоколе соревнований на седьмой строке.
После афинской Олимпиады Неделькович остался в основном составе сербской национальной сборной и продолжил принимать участие в крупнейших международных регатах. Так, в 2007 году он побывал на чемпионате Европы в польской Познани, откуда привёз награду серебряного достоинства, выигранную в лёгких распашных четвёрках без рулевого. Год спустя на европейском первенстве в греческом Марафоне вновь стал серебряным призёром в той же дисциплине и так же получил бронзу на чемпионате мира в австрийском Оттенсхайме. Пытался пройти отбор на Олимпийские игры 2008 года в Пекине, но не смог этого сделать из-за слишком высокой конкуренции и вскоре принял решение завершить карьеру профессионального спортсмена, уступив место в сборной молодым сербским гребцам.